# Métathorax

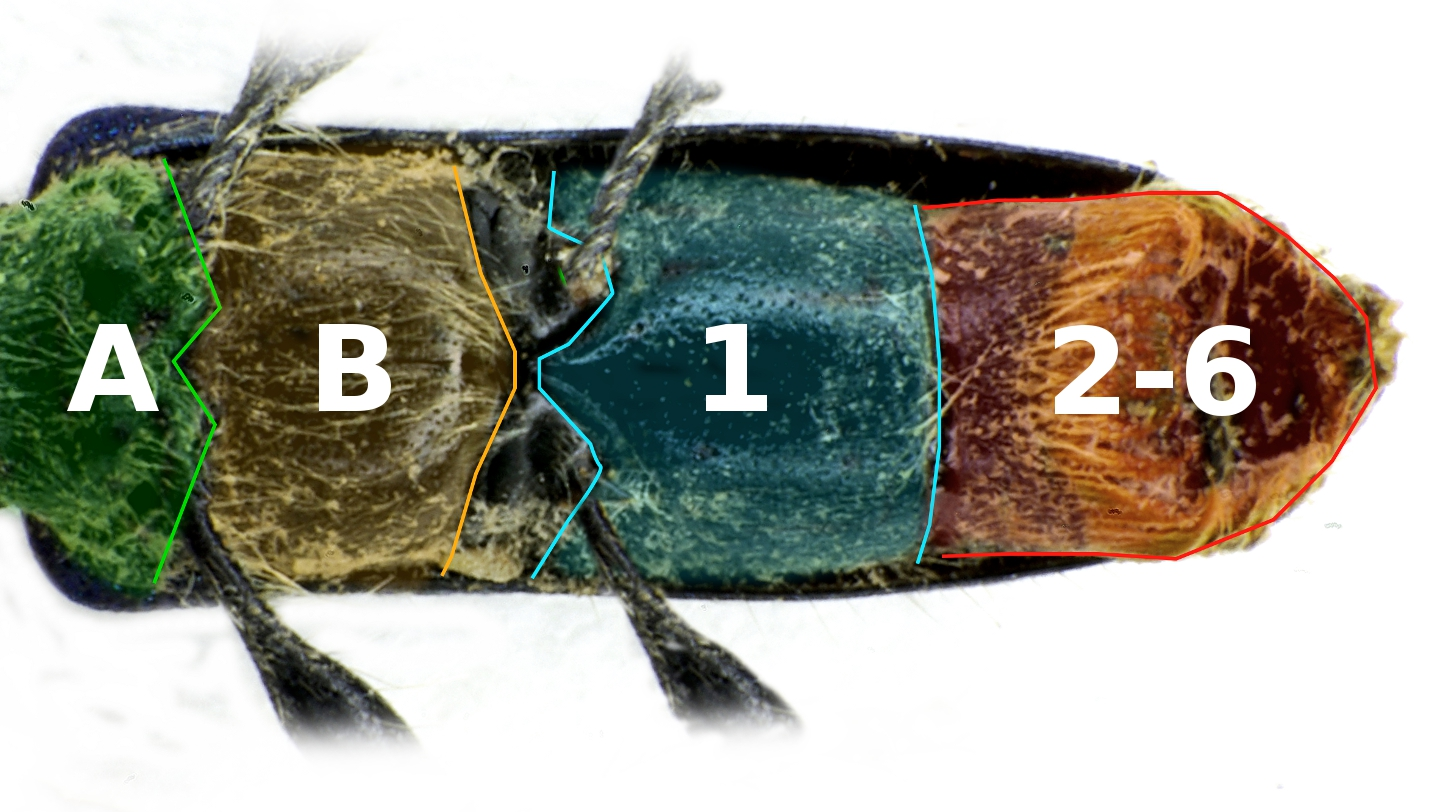
Vue partielle de la face inférieure du capricorne Certallum ebulinum.
A : mésosternum (appartenant au mésothorax)
B : métasternum
1-6 : sclérites de l'abdomen.

Le métathorax est la troisième partie (segment arrière) du thorax de l'insecte ; il se trouve entre le mésothorax et l'abdomen. On l'appelle encore T3. Dans certains groupes, il peut être totalement caché, notamment chez les coléoptères. L'abdomen y est rattaché de diverses façons.
Tous les insectes adultes portent leur troisième paire de pattes sur le métathorax. Celui-ci porte aussi les ailes postérieures des insectes ailés (quelquefois réduites ou modifiées, par exemple en haltères chez les diptères). Chez ceux des coléoptères qui ne volent pas, ces ailes peuvent être totalement absentes, même si les ailes antérieures sont toujours présentes.
Les principaux sclérites du métathorax sont le métanotum (dorsal), le métasternum (ventral), et le métapleuron (latéral) de chaque côté. Dans la plupart des groupes, le metanotum est plus réduit que le mesonotum. Chez les hyménoptères du sous-ordre des Apocrita (guêpes et fourmis), le premier segment abdominal est fusionné avec le métathorax et appelé propodéum.